# Mesoscala
La mesoscala è una dimensione geografica dei sistemi meteorologici, intermedia tra la scala sinottica e la microscala. L'estensione orizzontale va da una decina di chilometri a qualche centinaio di chilometri. La brezza è un esempio di fenomeno di mesoscala.
Si suddivide in tre sottoscale:
- sistemi a mesoscala alfa: da 100 a 300 km di estensione;
- sistemi a mesoscala beta: da 40 a 100 km di estensione;
- sistemi a mesoscala gamma: < 40 km di estensione.